# Rock 'n' Twist
Albums de Les Chaussettes noires
100% Rock
(1961) Le 2 000 000e disque des Chaussettes Noires
(1962)
Rock 'n' Twist  est le deuxième 33 tours 25cm enregistré en studio par les Chaussettes noires, il sort en 1961 et ouvre leur période « Twist ».

## Histoire
Lors de l'enregistrement en septembre 1961, le batteur Gilbert Bastelica remplace Jean-Pierre Chichportich.
La chanson Madam, Madam est une version rock de Padam, padam, chantée à l'origine par Édith Piaf.
L'ensemble des chansons est également diffusé en super 45 tours :
Madam’Madam, Dactylo rock, Chérie Oh Chérie, Trop jaloux (45 tours Barclay 70 392)
Le twist, Rock des Karts, Quand je te vois, Petite Sheila (45 tours Barclay 70417)
La chansons Vivre sa vie est présente sur un super 45 tours spécial Noël : Noël de l’an dernier, Vivre sa vie, Le twist du père Noël, Noël de France (Barclay 70412),
Seul le titre C’est tout comme n'a pas été diffusé en single.
L'opus Rock'n'Twist est réédité au format CD le 16 juillet 2007 chez Polydor sous la référence ASIN : B000E0W3K6.

## Liste des titres
| 1. | Le twist (The Twist)               | Georges Aber (adaptation) | R. Revil - H. Ballard  | 2:44 |
| 2. | Vivre sa vie                       | Claude Moine              | Gisèle Vesta           | 1:48 |
| 3. | Rock des Karts                     | Claude Moine              | Michel Legrand         | 1:42 |
| 4. | C’est tout comme (A Mess Of Blues) | P. Saka (adaptation)      | Mort Shuman, Doc Pomus | 2:32 |
| 5. | Chérie Oh Chérie (Sugaree)         | Claude Moine (adaptation) | G. Kelly               | 2:34 |

| 1. | Quand je te vois (Pretty Little Angel Eyes) | André Salvet (adaptation) | T. Proyce, C. Lee  | 2:26 |
| 2. | Dactylo rock                                | Claude Moine              | Léo Missir         | 1:36 |
| 3. | Madam, Madam                                | Henri Contet              | Norbert Glanzberg  | 3:09 |
| 4. | Trop jaloux (Boo Hoo I'Gonna Cry)           | claude Moine (adaptation) | D. Coway, J. Berry | 2:20 |
| 5. | Petite Sheila (She She Little Sheila)       | claude Moine (adaptation) | Gene Vincent       | 3:03 |